# Gat dels Andes
El gat dels Andes (Leopardus jacobita) és un petit fèlid. És un dels dos únics fèlids dels que no s'han catalogat subespècies. És una de les prop de dues dotzenes de petits fèlids salvatges que hi ha arreu del món, de la qual es creu que existeixen menys de 2.500 individus.
Comparats amb els seus cosins més grans, els quals tenen milions de dòlars dedicats a la seva conservació, els esforços de conservació dedicats als petits fèlids salvatges, com el gat dels Andes, són molt menors.

## Descripció
El seu hàbitat i aspecte, el converteixen en el petit fèlid anàleg de la pantera de les neus, en què viu entre 3.500 i 4.800 metres d'altitud, molt per sobre del límit arbori, i només on hi ha aigua. Si bé és aproximadament de la mida d'un gat domèstic, sembla més gran a causa de la seva cua llarga i del seu pelatge espès. Igual que la pantera de les neus, el pelatge del gat dels Andes és de color gris platejat, amb el ventre de color blanc i nombrosos punts foscos i ratlles. Té anells de color negre al voltant de la cua i a les extremitats.
La mida del seu cos varia entre 57 i 64 centímetres, amb una cua que fa entre 41 i 48 centímetres, i una alçada a les espatlles d'uns 36 centímetres. El seu pes es troba als voltants dels 5,5 quilograms.

## Hàbitat i distribució
Es tracta d'una de les espècies de felí menys conegudes i rares, de la que gairebé tot el que es coneix prové d'unes poques observacions a la natura i d'alguns pelatges, i de la que no existeix cap individu en captivitat. Es creu que només viu a les muntanyes més altes dels Andes al Perú, Bolívia, Xile i l'Argentina.
Des que Nowell i Jackson van escriure: "it is not clear whether [its] apparent rarity is a natural phenomenon, is attributable to human actions, or is simply a misperception resulting from lack of observations." (en català, "no és clar si la seva aparent raresa és un fenomen natural, és atribuïble a les accions humanes, o és simplement una percepció errònia causada per la manca d'observacions"), hi ha hagut un augment substancial en els esforços dedicats a la investigació del gat dels Andes. Des de llavors les enquestes han confirmat que el gat dels Andes és una espècie rara, que té lloc en baixes densitats de població en el mateix entorn de gran altitud que el seu cosí proper, el gat de la Pampa (Leopardus colocolo). Al llarg de la seva àrea de distribució geogràfica, té una diversitat genètica molt baixa.
El gat dels Andes prefereix hàbitats d'alta muntanya separats per profundes valls. La seva distribució és probable que sigui deguda a la localització de caràcter desigual de la seva presa preferida, la viscatxa de muntanya (Lagidium viscacia). El total de població efectiva podria estar per sota de 2.500 individus adults, amb una tendència a declinar a causa de la disminució d'individus de la seva presa i la pèrdua d'hàbitat, així com a la persecució i la caça per la celebració de cerimònies tradicionals, i perquè no hi ha cap subpoblació que tingui una població de més de 250 individus adults.
Donat que només viu a les altes muntanyes, les valls habitades per éssers humans actuen com a barrera, fragmentant les poblacions, el qual representa que fins i tot els nivells baixos de caça furtiva poden ser devastadors. A Xile i Bolívia sovint és perseguida i morta, per motius supersticiosos.

## Comportament
El gat dels Andes es creu que és principalment nocturn, encara s'han produït algunes observacions de dia, i un caçador molt àgil.
Aquests gats exploren sota les roques i als seus voltants a la recerca de les seves preses. Mentre cacen, sovint mantenen aixecada la cua a l'aire. La llarga cua dels gats dels Andes és important per mantenir l'equilibri i l'agilitat mentre cacen en terrenys muntanyosos rocosos. Fruit de les poques observacions registrades disponibles, es creu que el gat dels Andes és un animal solitari i que tolera la presència dels éssers humans.
No hi ha informació disponible sobre l'extensió dels territoris que ocupen els gats dels Andes.

## Dieta
Encara que la principal presa del gat dels Andes és probable que sigui la viscatxa de muntanya, és probable que prèviament ho hagués estat la xinxilla, abans que les seves poblacions es veiessin dràsticament reduïdes a causa de la caça pel comerç del seu pelatge. Tot i ser caçadors especialitzats de xinxilles i viscatxes, també s'alimenten de rèptils, ocells, i altres petits mamífers, com conills i tuco-tucos.

## Reproducció
No existeix informació documentada sobre el sistema d'aparellament d'aquesta espècie ni del seu comportament reproductiu, a causa del nombre molt limitat d'observacions a la natura. Els seus parents més propers, els gats de la Pampa (Leopardus colocolo), s'aparellen entre abril i juliol, donen a llum entre 1 i 3 gatets per ventrada, i assoleix la maduresa sexual als dos anys. Aquesta informació sobre la reproducció podria ser semblant en el cas del gat dels Andes, a causa del seu estret parentesc.
Tampoc hi ha informació sobre la cria dels cadells de gat dels Andes. No obstant això, com a la majoria dels fèlids, molt probablement són les femelles les que s'encarreguen de la cria dels joves, fins que assoleixen l'edat d'independitzar-se. La majoria d'espècies de fèlid, també ensenyen a les seves cries a caçar durant un temps, abans que aquests deixin el seu territori natal.
No hi ha informació concloent sobre l'esperança de vida del gat dels Andes a la natura. L'únic registre d'un individu en captivitat, informa que visqué durant 1 any. No s'ha registrat cap altra dada biològica d'aquesta espècie. Una espècie relacionada, el gat de la Pampa, té una esperança de vida de 9 anys a la natura i fins a 16,5 en captivitat. Aquesta informació podria ser semblant en el cas del gat dels Andes.

## Estat de conservació
El gat dels Andes és una espècie de fèlid molt rara i evasiva. Des del 2001, la seva població està estimada en menys de 2.500 individus i no es coneixen subpoblacions formades per més de 250 adults. Aquesta espècie està catalogada com a animal en perill dins la llista Vermella de la UICN, així com per l'U.S. Fish and Wildlife Service, i inclosa dins l'Apèndix I del CITES. Actualment es troba protegida arreu de la seva àrea de distribució geogràfica.
A Argentina, Xile i Bolívia, el gat dels Andes està protegit per les lleis, contra la caça per la comercialització dels seus pelatges. De vegades considerada l'espècie de fèlid menys coneguda d'arreu del món, el gat dels Andes podria estar en perill a causa de la deterioració del seu hàbitat i la cacera per obtenir les seves pells. La disminució de l'abundància de les seves preses primàries, les xinxilles i les viscatxes de muntanya, pot haver contribuït principalment al baix nombre d'individus que formen les seves poblacions. Les xinxilles foren caçades fins a gairebé l'extinció i el nombre d'individus de les seves poblacions continuen sent baixos.

## Recerca

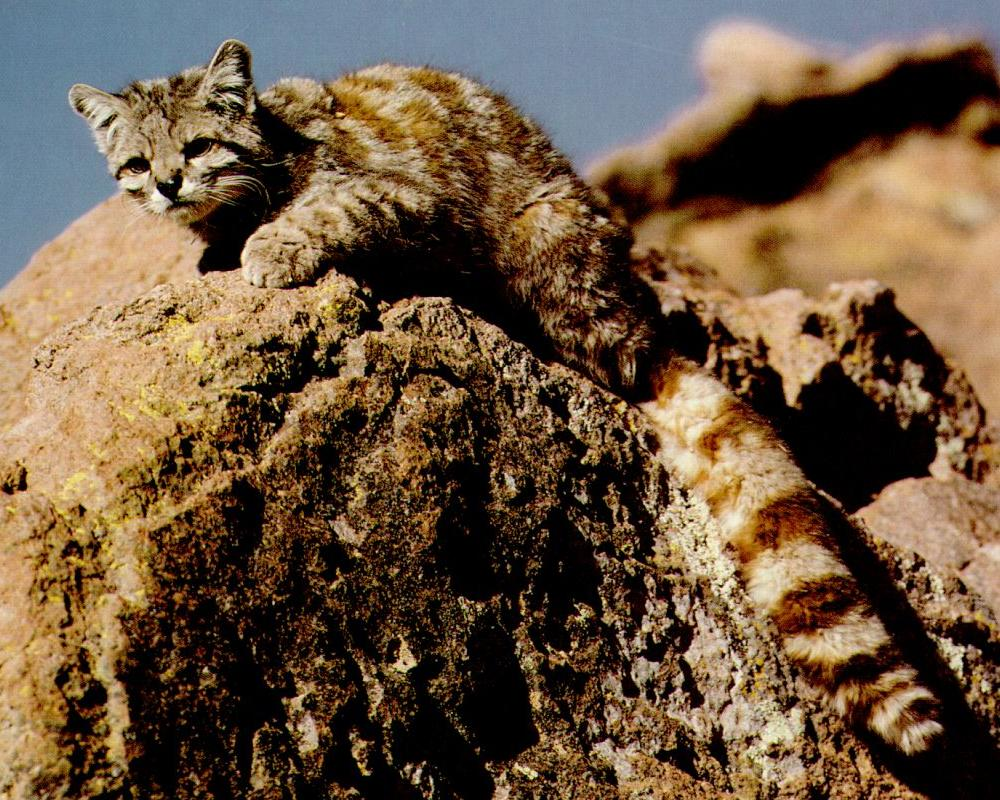
Gat dels Andes

Abans de 1998, les úniques proves de l'existència d'aquest fèlid eren dues fotografies. Fou aleshores que Jim Sanderson es va fer càrrec de trobar el gat dels Andes. Sanderson va veure i en va fotografiar un individu a Xile, el 1998, prop de la frontera amb Perú. El 2004, es va unir a un equip de recerca bolivià que seguia un gat dels Andes a Bolívia, ajudant-se d'un radiocollar. L'abril de 2005, aquest individu fou trobat mort, possiblement després d'haver estat atrapat en la trampa d'un caçador furtiu.
Sanderson encara segueix fortament relacionat amb el gat dels Andes, i juntament amb Constanza Napolitano, Lilian Villalba i Eliseo Delgado, i molts altres membres del Andean Cat Alliance i la Small Cat Conservation Alliance (SCCA), ha establert acords de conservació amb la Fundació Biodiversitas, una organització xilena sense ànim de lucre, i la CONAF, l'organisme governamental responsable per a la gestió dels parcs nacionals i boscos de producció. La CONAF ha acordat permetre a la SCCA la renovació d'un edifici per la Andean Cat Conservation and Monitoring Center Arxivat 2012-02-24 a Wayback Machine., en el seu ja funcionant recinte a San Pedro de Atacama, a Xile.
Villalba, de la Andean Cat Alliance, va dirigir un programa de recerca més ambiciós, que incloïa estudis de radiotelemetria, entre el 2001 i el 2006, a la regió de Khastor al sud de Bolívia.
També s'han fet esforços de conservació per part de la Feline Conservation Federation per preservar aquesta espècie.